# Liste der Bodendenkmäler in Fischach
Auf dieser Seite sind die Bodendenkmäler in dem schwäbischen Markt Fischach zusammengestellt. Diese Tabelle ist eine Teilliste der Liste der Bodendenkmäler in Bayern. Grundlage ist die Bayerische Denkmalliste, die auf Basis des Bayerischen Denkmalschutzgesetzes vom 1. Oktober 1973 erstmals erstellt wurde und seither durch das Bayerische Landesamt für Denkmalpflege geführt wird. Die folgenden Angaben ersetzen nicht die rechtsverbindliche Auskunft der Denkmalschutzbehörde.

## Bodendenkmäler nach Ortsteilen

### Fischach
| Lage                         | Objekt                                                                                            | Akten-Nr.     | Bild           |
| ---------------------------- | ------------------------------------------------------------------------------------------------- | ------------- | -------------- |
| Buschelbergstraße (Standort) | Befestigung vor- und frühgeschichtlicher Zeitstellung (Ringwall Buschelberg).                     | D-7-7729-0005 | weitere Bilder |
| Hauptstraße 8 (Standort)     | Mittelalterliche und frühneuzeitliche Befunde im Bereich der Katholischen Pfarrkirche St. Michael | D-7-7729-0037 | weitere Bilder |
| Am Judenhof 4 (Standort)     | Frühneuzeitliche Befunde im Bereich der ehemaligen Synagoge in Fischach.                          | D-7-7729-0080 | weitere Bilder |

### Aretsried
| Lage                          | Objekt | Akten-Nr.     | Bild |
| ----------------------------- | --- | ------------- | ---- |
| Kirchbauerngasse 3 (Standort) | Mittelalterliche und frühneuzeitliche Befunde im Bereich der Katholischen Pfarrkirche St. Pankratius in Aretsried. | D-7-7629-0093 |      |
| Nähe Heimberg (Standort)      | Siedlung vorgeschichtlicher Zeitstellung.                                                                          | D-7-7629-0095 |      |

### Itzlishofen
| Lage                        | Objekt                                              | Akten-Nr.     | Bild         |
| --------------------------- | --------------------------------------------------- | ------------- | ------------ |
| Nähe Schmiedberg (Standort) | Siedlung vor- und frühgeschichtlicher Zeitstellung. | D-7-7730-0001 |              |
| Vögelestraße 26 (Standort)  | Abgegangenes Schloss der frühen Neuzeit.            | D-7-7730-0212 | Bodendenkmal |

### Siegertshofen
| Lage                   | Objekt                                                                                             | Akten-Nr.     | Bild           |
| ---------------------- | -------------------------------------------------------------------------------------------------- | ------------- | -------------- |
| Nähe Laiber (Standort) | Grabhügel vorgeschichtlicher Zeitstellung.                                                         | D-7-7729-0015 |                |
| Kirchberg 8 (Standort) | Mittelalterliche und frühneuzeitliche Befunde im Bereich der Katholischen Pfarrkirche St. Nikolaus | D-7-7729-0039 | weitere Bilder |

### Willmatshofen
| Lage                                            | Objekt                                                                                          | Akten-Nr.     | Bild           |
| ----------------------------------------------- | ----------------------------------------------------------------------------------------------- | ------------- | -------------- |
| Zwischen Schalkenberg und Ziegelberg (Standort) | Trichtergruben vor- und frühgeschichtlicher oder mittelalterlicher Zeitstellung.                | D-7-7729-0011 | weitere Bilder |
| Ziegelberg (Standort)                           | Viereckschanze der jüngeren Latènezeit (Brennburg).                                             | D-7-7729-0013 | weitere Bilder |
| Wilhelm-Wörle-Straße 8 (Standort)               | Mittelalterliche und frühneuzeitliche Befunde im Bereich der katholischen Pfarrkirche St. Vitus | D-7-7729-0041 | Bodendenkmal   |

### Wollmetshofen
| Lage                  | Objekt                                                                | Akten-Nr.     | Bild |
| --------------------- | --------------------------------------------------------------------- | ------------- | ---- |
| Hartenberg (Standort) | Schürfgruben und Grabhügel vor- und frühgeschichtlicher Zeitstellung. | D-7-7729-0009 |      |